# 803-й інженерний полк (Україна)
803-й інженерний полк (803 ІП, в/ч А1175) — колишнє військове формування інженерниї військ Збройних сил України. Розміщувалось у місті Кременчук Полтавської області.
У 2001 році 209 інженерно-саперна бригада в/ч 39226 була переформована на 803-й інженерний полк в/ч А-1175.
У 1992 році у складі Збройних Сил незалежної України бригада перепідпорядковується Одеському військовому округу.
На початку 2000-х військовослужбовці бригади взяли активну участь у розмінуванні на території Лівану.
30 жовтня 2004 полк був остаточно розформований.

## Структура
- понтонно-мостовий батальйон

## Командування
- Михайло Іванович Лідовський